# 湯畑
湯畑（ゆばたけ）とは、温泉の源泉を地表や木製の樋に掛け流し、温泉の成分である湯の花の採取や湯温の調節を行う施設のことである。曝気することで有害な濃度の硫化水素を除去する役割もある。この有害な硫黄成分のため、立ち入り禁止柵や警告の立て看板の設置が行われることもある。
湯畑は湯の花採取を実施している温泉地に多く存在し、群馬県草津町の草津温泉では地域のランドマークであるとともに観光名所となっている。
また、造成温泉では、地表水などを火山地帯の噴気孔周辺の地表に掛け流して温泉を造る施設を指すこともある。有名な場所として、草津、雲仙などがある。